# 松浦邦
松浦 邦（まつら くにし）は、江戸時代中期の肥前国平戸藩の世嗣。官位は従五位下・壱岐守。

## 略歴
8代藩主・松浦誠信の長男として誕生した。正室は佐竹義峯の娘・壽。
平戸藩嫡子として育ち、延享元年（1744年）に将軍徳川吉宗に拝謁する。延享3年（1746年）叙任するが、家督を継ぐことなく宝暦7年（1757年）に26歳で早世した。代わって弟の政信が嫡子となったが早世し、政信の子の清（静山）が家督を継いだ。

## 江戸城での斬殺目撃
延享4年（1747年）8月15日、月例拝賀式のため登城していた細川宗孝は、大広間脇の厠に立った際、乱心した旗本寄合席の板倉勝該に突然背後から斬りつけられのちに絶命した。宗孝にはまだ子がおらず、養子も立てていなかったため細川家は窮地に陥った。
父の名代として登城の邦は、厠から連れ出されてきた血まみれの宗孝を目撃する。気分が悪くなり、後日もしばしば夢に魘され日中も思い出しては吐きそうになった。邦は早世したが、妻にたびたび目撃談を話してきかせた。甥の清は邦の未亡人から聞いた話として『甲子夜話』に「本覺君（伯父・邦のこと）の見られしは‥」以下、事件を記した。
事件の六年前、板倉の屋敷で火事があり、隣の細川家の敷地を通って逃げようとした。ところが細川家は通行を阻んだ。また、細川の敷地の樹木が板倉家の側に枝を伸ばし、大量に木の葉を落とした。加えて、細川屋敷から排水が降雨のたびに隣の板倉邸に流れたことでの遺恨で宗孝に刃傷に及んだ。一方、細川家では「人違い」（標的は板倉勝清）で殺されたと主張した。